# 355e division d'infanterie
La  355e division d'infanterie (en allemand : 355. Infanterie-Division ou 355. ID) est une des divisions d'infanterie de l'armée allemande (Wehrmacht) durant la Seconde Guerre mondiale.

## Historique
La 355e division d'infanterie est formée le 1er mai 1943 en France en tant que “Gisela”-Division.
Deux divisions ont été formées sous le nom de code "Gisela" comme une réaction directe à la victoire des Alliés en Afrique du Nord en mai 1943. Les deux divisions - la 355e division d'infanterie et la 356e division d'infanterie - renforcent la sécurité de la France méridionale pour faire face à toute tentative des Alliés vers la côte méditerranéenne ainsi que pour maintenir l'ordre dans cette zone d'occupation.
En juin 1943, elle est transférée en Crimée, puis à partir de septembre 1943, sur le Front de l'Est.
Elle est dissoute le 2 novembre 1943 après avoir subi de lourdes pertes lors de sa retraite de Koursk.
L'état-major de la division forme l'état-major de la 77. Infanterie-Division et les éléments survirants forment le Divisions-Gruppe 355 qui est assigné au Korps-Abteilung A.

## Organisation

### Commandants
| Date                          | Grade           | Commandant     |
| ----------------------------- | --------------- | -------------- |
| 14 mai 1943 - 6 novembre 1943 | Generalleutnant | Dietrich Kraiß |

### Officiers d'opérations (Generalstabsoffiziere (Ia))
| Date                           | Grade               | Commandant  |
| ------------------------------ | ------------------- | ----------- |
| 1er mai 1943 - 20 octobre 1943 | Oberstleutnant i.G. | Heinz Thien |

## Théâtres d'opérations
- France : Mai 1943 - Juin 1943
- Crimée : Juin 1943 - Septembre 1943
- Front de l'Est, secteur Sud : Septembre 1943 - Novembre 1943

## Ordre de bataille
- Grenadier-Regiment 866
- Grenadier-Regiment 867
- Grenadier-Regiment 868
- Aufklärungs-Abteilung 355
- Artillerie-Regiment 355
  - I. Abteilung
  - II. Abteilung
  - III. Abteilung
- Pionier-Bataillon 355
- Panzerjäger-Abteilung 355
- Nachrichten-Abteilung 355
- Feldersatz-Bataillon 355
- Versorgungseinheiten 355